# Jayati Ghosh
Jayati Ghosh (16 de septiembre de 1955) es una economista de desarrollo india. Enseñó economía en la Universidad Jawaharlal Nehru, Nueva Delhi durante casi 35 años, y desde enero de 2021 es profesora de Economía en la Universidad de Massachusetts Amherst, EE. UU. Sus principales áreas de estudio incluyen la economía internacional y la globalización, los patrones de empleo en los países en desarrollo, la política macroeconómica y el género y el desarrollo.
Ghosh ha sido crítica del gobierno de Javier Milei, expresando en una entrevista realizada por el canal de Youtube de Alejandro Bercovich, en diciembre del 2024, que el esfuerzo para controlar la inflación impulsado por el gobierno de Milei habría caído en su mayor parte sobre la clase trabajadora argentina.

## Primeros años de vida
Jayati Ghosh nació el 16 de septiembre de 1955. Ghosh asistió a Miranda House, Universidad de Delhi para su licenciatura, y obtuvo su maestría en economía de la Universidad Jawaharlal Nehru. Se unió a la Universidad de Cambridge para realizar su maestría y doctorado después de ganar la beca Inlaks. Su tesis doctoral de 1984 en la Universidad de Cambridge se tituló La renta de la tierra no capitalista: teorías y el caso del norte de la India, bajo la supervisión del Dr. Terence J. Byres, Geoffrey C. Harcourt y Suzanne Paine.

## Carrera
Además de su labor docente, Ghosh ha escrito y/o editado 21 libros y más de 220 artículos académicos. Entre sus libros más recientes se incluyen The making of a catastrophe: Covid-19 and the Indian economy (La creación de una catástrofe: la COVID-19 y la economía india), Aleph Books, 2022; When government fail: Covid-19 and the economy (Cuando los gobiernos fracasan: el COVID-19 y la economía), Tulika Books y Columbia University Press, 2021 (coeditado); Women workers in the informal economy (Mujeres trabajadoras en la economía informal), Routledge, 2021 (editado); Never Done and Mal Paid: Women's Work in Globalising India (Nunca hecho y mal pagado: el trabajo de las mujeres en la India globalizada), Women Unlimited, Nueva Delhi, 2009; coeditado Elgar Handbook of Alternative Theories of Economic Development (Manual Elgar de teorías alternativas del desarrollo económico), 2014; coeditado After Crisis (Después de la crisis), Tulika, 2009; coautor de Demonetisation Decoded (Decodificación de la desmonetización), Routledge, 2017.
Ghosh ha asesorado a gobiernos de la India y otros países, incluso como Presidente de la Comisión de Bienestar de los Agricultores de Andhra Pradesh en 2004, y Miembro de la Comisión Nacional de Conocimientos de la India (2005-2009). Fue Secretaria Ejecutiva de International Development Economics Associates, una red internacional de economistas de desarrollo heterodoxos, de 2002 a 2021. Ha asesorado a organizaciones internacionales como la OIT, el PNUD, la UNCTAD, el Departamento de Asuntos Económicos y Sociales de las Naciones Unidas, el Instituto de las Naciones Unidas para el Desarrollo Industrial (UNRISD) y ONU Mujeres, y es miembro de varias juntas y comisiones internacionales, entre ellas la Junta Consultiva de Alto Nivel sobre Asuntos Económicos y Sociales de las Naciones Unidas, la Comisión sobre Transformación Económica Mundial del INET y la Comisión Internacional para la Reforma de la Fiscalidad Corporativa Internacional (ICRICT). En 2021 fue nombrada miembro del Consejo de la OMS sobre Economía de la Salud para Todos, presidido por Mariana Mazzucato. Ella es miembro del Club de Roma. En marzo de 2022, fue nombrada miembro de la Junta Asesora de Alto Nivel del Secretario General de las Naciones Unidas sobre Multilateralismo Eficaz, con el mandato de aportar una visión de la cooperación internacional para abordar los desafíos actuales y futuros. También escribe regularmente para medios populares, incluidos periódicos, revistas y blogs, entre ellos Project Syndicate, Frontline, The Guardian y Hindu BusinessLine.

## Premios y reconocimientos
Ghosh ha recibido numerosos premios, entre ellos:
- Premio John Kenneth Galbraith, 2023, de la Asociación de Economía Agrícola y Aplicada, "en reconocimiento a los descubrimientos innovadores en economía y las contribuciones destacadas a la humanidad a través del liderazgo, la investigación y el servicio".
- Premio Fellow de la Asociación Económica Internacional, 2023.
- Premio Adiseshaiah por contribuciones destacadas a las ciencias sociales en la India, 2015.
- Presidente de la Conferencia, Sociedad India de Economía Laboral, 2013.[3]
- Premio Satyendranath Sen, Sociedad Asiática, Calcuta, 2012.
- Premio OIT de investigación sobre trabajo decente, Ginebra, 2011.
- Premio NordSud de Investigación en Ciencias Sociales, Fondazione Pescarabruzzo, Italia, 2010.
- Premio en memoria de Ava Maiti, Sociedad Asiática, Calcuta 2006.
- Premio PNUD a la Excelencia en el Análisis (por el Informe sobre Desarrollo Humano de Bengala Occidental), Nueva York, 2006.

## Vida personal
Ghosh estuvo casada con Abhijit Sen, un economista que fue miembro de la disuelta Comisión de Planificación de la India. Murió en 2022. Tiene una hija, Jahnavi Sen.